# Doina Melinteová
Doina Ofelia Melinte (* 27. prosince 1956, Bacău, Bacău (župa)) je bývalá rumunská atletka, běžkyně, dvojnásobná olympijská medailistka.

## Osobní rekordy
Je bývalou držitelkou halového světového rekordu v běhu na 1500 metrů. Její výkon 4:00,27 je dodnes šestým nejlepším v celé historii. Od roku 1990 drží halový rekord v běhu na 1 míli. Pod otevřeným nebem ji patří v běhu na 800 metrů sedmé místo v historických tabulkách.
Dráha
- 800 m – 1:55,05 – 1. srpna 1982, Bukurešť
- 1500 m – 3:56,7 – 12. července 1986, Bukurešť
- 1 míle – 4:18,13 – 14. července 1990, Oslo

Hala
- 800 m – 1:59,00 – 8. února 1987, Budapešť
- 1500 m – 4:00,27 – 9. února 1990, East Rutherford
- 1 míle – 4:17,14 – 9. února 1990, East Rutherford - Současný evropský rekord